# 費德拉西翁 (恩特雷里奧斯省)
30°59′S 57°55′W / 30.983°S 57.917°W

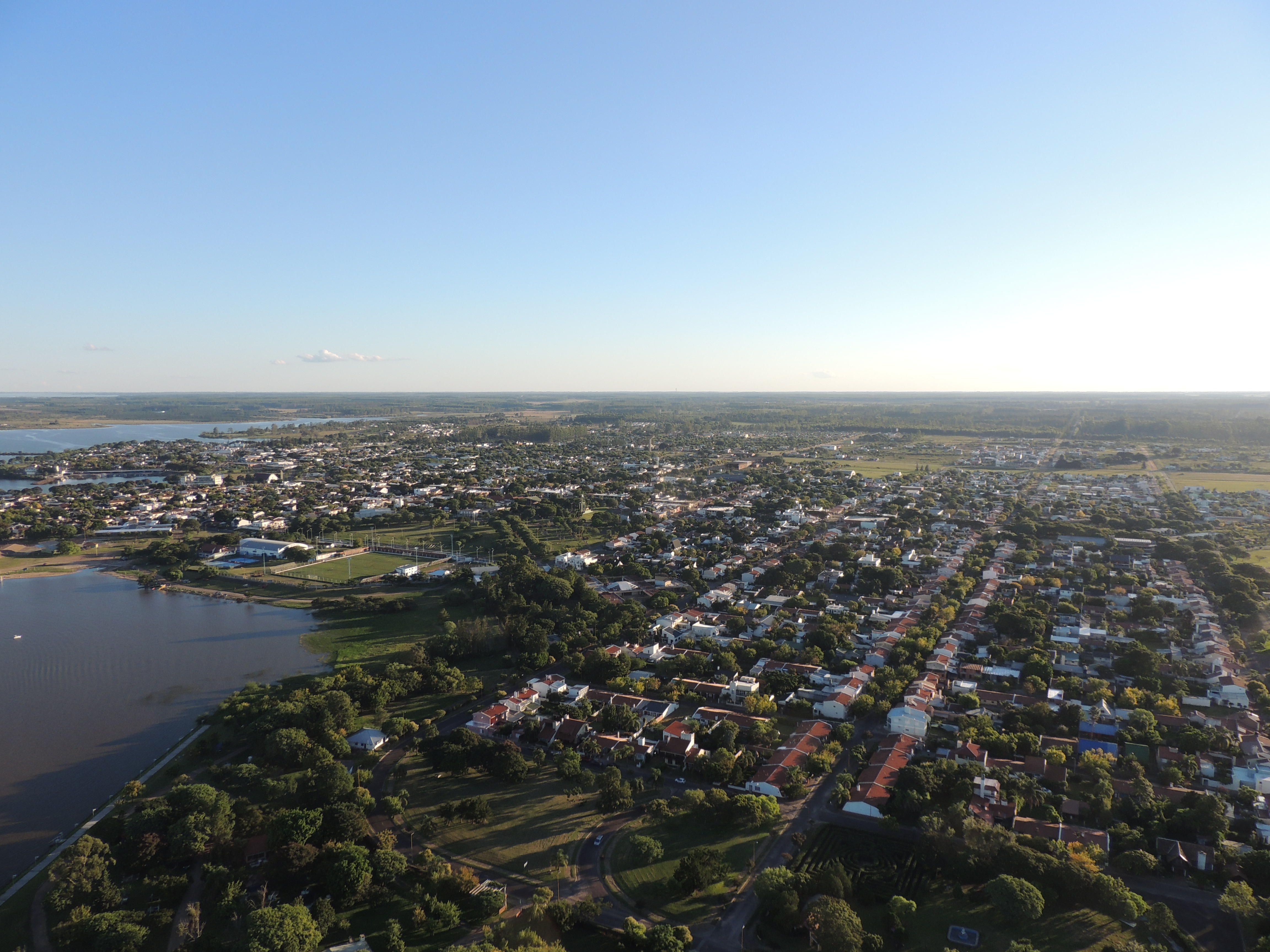
費德拉西翁

費德拉西翁（西班牙語：Federación），是阿根廷的城市，位於該國東北部恩特雷里奧斯省，是費德拉西翁縣的首府，處於烏拉圭河西岸，距離康科迪亞45公里和巴拉那265公里，始建於1847年，海拔高度41米，2010年人口17,547。